# The Last Days of Disco (musikgrupp)
The Last Days of Disco är en musikgrupp som består av producenterna K-laz och Soul Supreme. Debuterade 2006 med singeln What does it mean 2 u där de samarbetar med Sleeping Giants-kollektivet från San Diego, USA. K-laz är egentligen Klas Granström från Luleå och Soul Supreme är David Åström från Boden. 2008 kom deras andra singel "This is what i look like naked" med Promoe från Loop Troop som gäst, tredje singeln ”My heart/My city” och en fullängdare med namnet "The last dance LP" släpptes 14 maj 2008. Duon är också kontrakterade av ett skivbolag i Italien - där de också legat på topp 30 över de mest spelade låtarna i radio och tv med singeln "What does it mean 2 U" i februari 2008. I Sverige nominerades LDOD för en grammis 2009 i kategorin "Årets dans/hiphop/soul". Klas gör också musik i den egna genren "eurotrash" under namnet Blänk. David har också soloprojektet Kocky.

## Diskografi
- "What does it mean 2 U" - singel 2006  (Grind/bd pop)
- "This is what i look like naked" - singel - 2008 (Grind/bd pop)
- "My heart/My city" - singel - 2008 (Grind/bd pop)
- "The Last dance LP" - album - 2008 (Grind/bd pop)